# Поганешти (Хунедоара)
Поганешти (рум. Pogănești) насеље је у Румунији у округу Хунедоара у општини Зам. Oпштина се налази на надморској висини од 209 m.

## Становништво
Према подацима из 2002. године у насељу је живело 99 становника, од којих су сви румунске националности.